# Neoseiulus ostium
Neoseiulus ostium är en spindeldjursart som beskrevs av Khan, Chaudhri och Muhammad Sharif Khan 1990. Neoseiulus ostium ingår i släktet Neoseiulus och familjen Phytoseiidae. Inga underarter finns listade i Catalogue of Life.